# Walt Disney Studios Motion Pictures International
Walt Disney Studios Motion Pictures International (tidigare: Buena Vista International) är ett film- och tv-distributionsföretag som ägs av The Walt Disney Company och Buena Vista Home Entertainment är företagets video- och dvd-distributionsarm.
Det grundades år 1954, eftersom kostnaderna för Walt Disneys animerade funktioner som distribueras av RKO Radio Pictures var för höga för studion att klara av. Namnet kommer från Buena Vista Street, vägen längs där den nuvarande Walt Disney Studios och huvudkontoret ligger.
Företaget distribuerar alla funktioner som produceras av Walt Disney Pictures, Touchstone Pictures, Hollywood Pictures, DisneyToon Studios, Touchstone Television, Miramax och flera små oberoende företag som använder Buena Vista för att distribuera sina filmer.
Buena Vista distribuerar också tv-funktioner som Desperate Housewives och Lost till tv-stationer runt om i världen. Företagslogotypen är Sleeping Beauty Castle i Disneyland, som öppnade ett år efter att bolaget grundades. Buena Vista Home Entertainment's maskot är Benny Vista.
- Buena Vista Pictures Distribution, Inc. - Huvudavdelningen som distribuerar filmer till amerikanska biografer. Grundat 1954.
- Buena Vista International - Distribuerar filmerna till biografer utanför USA. Grundat 1961.
- Buena Vista Home Entertainment - Ansvarar för distributionen till amerikanska dvd och vhs-utgåvor. Grundat 1980.
- Buena Vista Home Entertainment International - Sköter distributionen till dvd och vhs-utgåvor i övriga världen.
- Buena Vista Television - Distribuerar till tv, och har, till skillnad från övriga avdelningar, även en mindre egenproduktion. Grundat 1985.
- Buena Vista International Television - Den internationella tv-distribueringsarmen.